# Tsunehiko Watase
Tsunehiko Watase (渡瀬 恒彦?, Watase Tsunehiko; Hyōgo, 28 luglio 1944 – Tokyo, 14 marzo 2017) è stato un attore giapponese, vincitore dell'Award of the Japanese Academy al miglior attore non protagonista per Jiken.

## Biografia
Nativo della prefettura di Hyōgo, Tsunehiko Watase fece il suo debutto nel cinema negli anni settanta, recitando in varie pellicole della Toei, compreso il popolare Lotta senza codice d'onore (1973) e i suoi vari sequel. Fu molto apprezzato per il ruolo nella serie televisiva Oshin, andato in onda sulla NHK tra il 1983 e il 1984. Vinse l'Award of the Japanese Academy al miglior attore non protagonista per Jiken (1978) e l'Hōchi Film Award per lo stesso Jiken, Kōtei no inai hachigatsu e Akō-jō danzetsu (1978).
Morì il 14 marzo 2017 all'età di 72 anni a causa delle complicazioni dovute a un tumore alla cistifellea, con cui lottava dal 2015.

## Filmografia
- Terremoto 10° grado, regia di Junji Kurata (1977)
- Ultimo rifugio: Antartide (Fukkatsu no Hi), regia di Kinji Fukasaku (1980)